# Bruce Lee
Bruce Lee (李小龍 pinyin Lǐ Xiăolóng; urodz. Lee Jun-fan (李振藩 pinyin Lǐ Zhènfān); ur. 27 listopada 1940 w  San Francisco, zm. 20 lipca 1973 w Hongkongu) – amerykańsko-hongkoński aktor, reżyser, mistrz i instruktor sztuk walk, filozof pochodzenia chińskiego. Był założycielem Jeet Kune Do, hybrydowej filozofii sztuk walki czerpiącej z różnych dyscyplin walki, której często przypisuje się utorowanie drogi dla współczesnych mieszanych sztuk walki (MMA). Lee jest uważany przez komentatorów, krytyków, media i innych twórców sztuk walki za najbardziej wpływowego mistrza sztuk walki wszech czasów i ikonę popkultury XX wieku, która wypełniła lukę między Wschodem a Zachodem. Przypisuje mu się pomoc w zmianie sposobu przedstawiania Azjatów w amerykańskich filmach.
W 1984 roku wydano grę wideo Bruce Lee.

## Życiorys

### Rodzina
Urodził się jako Lee Yuen Kam 27 listopada 1940 w San Francisco. Był synem Grace Ho (何愛瑜; 1907–1996), śpiewaczki, i Lee Hoi-chuena, solisty opery kantońskiej. Angielskie imię Bruce wymyśliła dla niego niańka, a pseudonim „Mały smok”, pod którym jest znany w Azji, nadała mu siostra. Miał dwie siostry – Anges i Phoebe oraz dwóch braci – starszego Petera (1939–2008) i młodszego Roberta (ur. 1948). Jego ojciec był Chińczykiem Han, a matka miała pochodzenie chińsko-europejskie. Kiedy Lee miał trzy miesiące, wraz z rodzicami przeprowadził się do Koulun w Hongkongu.

### Początki kariery
Miał około pół roku, kiedy po raz pierwszy pojawił się na ekranie, w dramacie Kobieta ze złotej bramy (Golden Gate Girl, 1941). Następnie, pod pseudonimem Li Hsiao Lung, zagrał porzuconego chłopca w filmie The Beginning of the Boy (1944). Wystąpił także w dramatach: Narodziny ludzkości (The Birth of Mankind, 1946) i  Fu gui fu yun (1948).
W 1952 rozpoczął naukę w La Salle College, katolickiej szkole im. Jana Chrzciciela de la Salle w Hongkongu, gdzie zajęcia prowadzili chińscy nauczyciele. W wieku 13 lat został pobity przez uliczny gang i od tego czasu, w latach 1957–1958 trenował kung-fu pod kierunkiem sifu Yipa Mana i Wong Shun-leung (1957-1958). Z powodu bójek, w roku szkolnym 1955/1956 został usunięty ze szkoły i naukę kontynuował w szkole jezuickiej dla chłopców im. Franciszka Ksawerego – St. Francis Xavier’s College. Rozpoczął też treningi bokserskie i zdobywał medale na turniejach sportowych. W 1958 został mistrzem Hongkongu w cha-cha.
Kiedy miał 18 lat, wstąpił do gangu ulicznego o nazwie „8 Tygrysów Junction Street” i często popadał w konflikty z policją, więc rodzice zasugerowali mu wyemigrowanie do Stanów Zjednoczonych.

### Powrót do Stanów Zjednoczonych
Po przeprowadzce zamieszkał w chińskiej dzielnicy San Francisco, gdzie pracował jako kelner w kawiarni  oraz instruktor kung-fu i karate. Następnie wyjechał do Seattle, gdzie w grudniu 1960 ukończył James A. Garfield High School i uczęszczał do Edison Technical School. Później studiował filozofię na University of Washington.
W 1963 opublikował swoją pierwszą książkę, przedstawiającą chińskie kung-fu. W 1964 przeniósł się wraz ze swoją szkołą do Oakland, gdzie prowadził kursy kung-fu pod nazwą Jun Fan Gung-Fu Institute. Wkrótce opracował własny styl Jeet Kune Do. Współpracował z wieloma znanymi w USA mistrzami sztuk walk, jak np. Edem Parkerem, ekspertem kenpō karate, oraz Jhoonem Rhee – mistrzem taekwondo. Lee ponownie otworzył w chińskiej dzielnicy Los Angeles swoją szkołę kung-fu, do której uczęszczali m.in. James Coburn i Steve McQueen. Trenował też gwiazdy filmu i sportu, takie jak m.in. Lee Marvin, Kareem Abdul-Jabbar, Roman Polański i James Garner.

### Kariera ekranowa
W 1964 na Międzynarodowych Mistrzostwach Karate w Long Beach poznał stylistę Jaya Sebringa, który przedstawił go swojemu przyjacielowi, producentowi telewizyjnemu Williamowi „Billowi” Dozierowi. W 1965 wygrał casting na rolę Kato, skośnookiego pomocnika superbohatera w serialu ABC Zielony Szerszeń (The Green Hornet, 1966–1967), gdzie jego ekranowym partnerem był Van Williams. Telewidzów zachwyciło jego kung-fu, dostawał od nich więcej listów niż odtwórca tytułowej roli. Serial trwał zaledwie jeden sezon i po wyemitowanych 30 odcinków nie był kontynuowany, a Lee jako Kato gościł w trzech odcinkach serialu ABC Batman (1966-1967). Pod koniec lat 60. serial Zielony szerszeń został zakupiony przez telewizję z Hongkongu, gdzie był wyświetlany pod nazwą The Cato Show odniósł duży sukces, a Lee stał się gwiazdą. W dramacie kryminalnym Marlowe (1969) zagrał epizodyczną rolę Winslowa Wonga, demolującego biuro detektywa Philipa Marlowe’a (James Garner). Następnie wystąpił kilka razy jako instruktor sztuk walk w serialu telewizyjnym ABC Longstreet (1971).
Na początku lat 70. XX wieku, rozczarowany brakiem propozycji filmowych, powrócił do Hongkongu, gdzie Raymond Chow, producent filmowy z wytwórni Golden Harvest, zaangażował go do głównych ról w swoich filmach: kinowym hicie Wielki szef (Tang shan da xiong, 1971) i Wściekłych pięściach (1971), a za rolę ucznia szkoły kung-fu w kolonialnym Szanghaju, który broni chińskiego honoru przed japońskimi karatekami, w drugiej z wymienionych produkcji został uhonorowany nagrodą specjalną jury na festiwalu na Tajwanie. W słynnej scenie rozbił kopniakiem tabliczkę przed wejściem do miejskiego parku, na której napisano „Chińczykom i psom wstęp wzbroniony”. Następnie założył własną wytwórnię filmową Concorde Film Production, a jej pierwszym wyprodukowanym filmem była Droga smoka (1972), gdzie toczył pojedynek z białym bandytą (Chuck Norris) w rzymskim Koloseum – była to rozprawa z kolonialnym stereotypem dzikiego Azjaty. W filmie gościnnie wystąpił też Ing-Sik Whang – ekspert hapkido i legenda karate – Robert Wall. Sukcesem Lee zainteresowała się duża wytwórnia z Hollywood – Warner Bros.
Najsłynniejszy film Lee Wejście smoka wszedł na ekrany już po jego nagłej śmierci 20 lipca 1973. Lee stał się symbolem zwycięstwa słabych i wykluczonych nad możnymi tego świata. Był kasowym aktorem i chińskim wcieleniem amerykańskiego snu o sukcesie. Trafił na okładki wielu czasopism młodzieżowych, w tym niemieckiego dwutygodnika „Bravo” (1975). W 2004 Wejście smoka zostało wpisane na listę filmów tworzących dziedzictwo kulturalne Stanów Zjednoczonych i przechowywanych w Bibliotece Kongresu.

## Śmierć

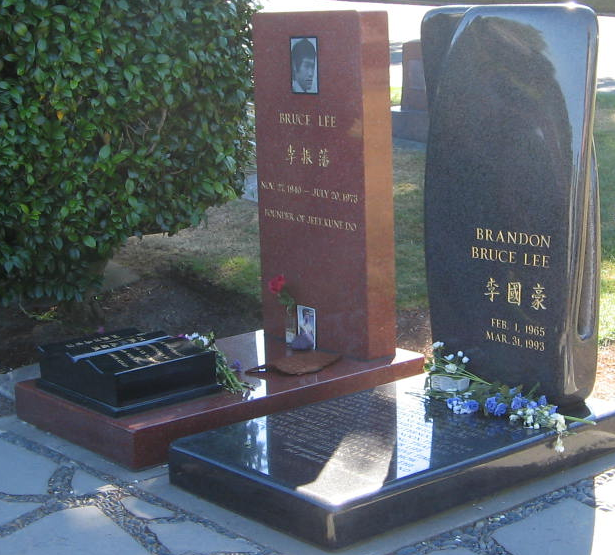
Groby Bruce’a i Brandona Lee

Według biografii autorstwa Matthew Polly „Bruce Lee – Życie”, poważne problemy ze zdrowiem Bruce’a miały miejsce w końcowych etapach kręcenia filmu Wejście smoka. W trakcie produkcji, w przeciągu dwóch miesięcy schudł 10 kg. Lee od dziecka miał problemy z intensywną potliwością.
10 maja 1973 miał umówione podłożenie dialogu do filmu w studio Golden Harvest. Na zewnątrz temperatura przekraczała 26 stopni, a wilgotność powietrza aż 93%, dlatego w celu wyeliminowania ewentualnych zakłóceń na ścieżce dźwiękowej w studiu wyłączono klimatyzację. Po 30 minutach aktorowi zaczęło być duszno i dostał ataku migreny. Podejrzewa się, że przyjął wtedy woreczek nepalskiego haszyszu. Po chwili upadł twarzą na podłogę, z której jeden z pracowników studia pomógł mu wstać. Po powrocie do studia nagraniowego dostał napadu padaczki, pocił się, miał trudności z oddychaniem i zwymiotował lunch. Został zabrany do szpitala i przebadany przez czterech lekarzy. Dr Peter Wu, neurochirurg, zdiagnozował obrzęk mózgu (przy cięższych przypadkach ataku udaru cieplnego może on nastąpić) i podał mu lek Mannitol.
Drugiego ataku dostał 20 lipca 1973, w okresie pracy nad filmem Śmiertelna gra. Był to jeden z najcieplejszych dni w tamtym miesiącu: temperatura powietrza tego dnia wynosiła 32 stopnie, a wilgotność – 84%. Po pobycie i graniu w Golden Harvest Lee spotkał się z Raymondem Chow w domu aktorki Betty Ting Pei, a wieczorem miał wrócić do studia. Powiedział wcześniej Chow, że źle się czuje, był odwodniony, a następnie w posiadłości Ting Pei zrobiło mu się słabo i dostał ataku migreny. Po godz. 19:30 przyjął tabletkę equagesicu (otrzymaną od aktorki), a następnie zasnął. Po godz. 21:30 próbowano go wybudzić, lecz już wtedy nie reagował. Pół godziny później przyjechała karetka z dwoma sanitariuszami, którzy próbowali reanimować już martwe ciało gwiazdy. Lee został przetransportowany do szpitala Queen Elizabeth Hospital, gdzie aparat EKG rejestrował dalej brak impulsów pracy serca.

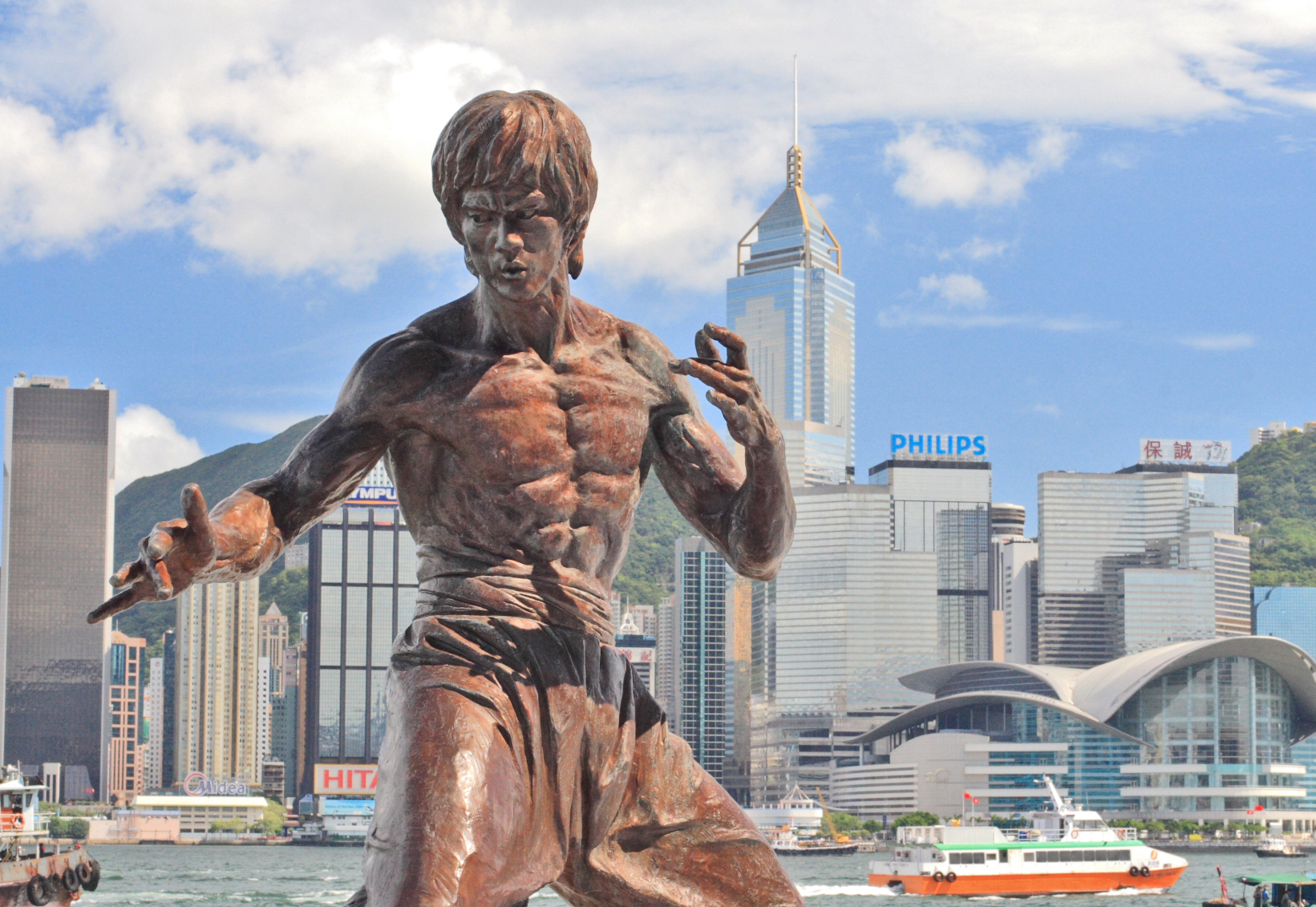
Pomnik aktora w Hongkongu

Brak oficjalnego komunikatu dotyczącego śmierci Bruce’a Lee spowodował, że reporterzy rozpowszechniali plotki dotyczące przyczyny zgonu gwiazdy.
23 lipca 1973 brat Bruce’a – Peter zidentyfikował ciało w kostnicy, a następnie doktor R.R. Lycette dokonał pełnej sekcji zwłok, w której można przeczytać: „Ciało należy do dobrze zbudowanego chińskiego mężczyzny w wieku około 30 lat, ma 172 cm długości [...] Na owłosionej skórze głowy nie stwierdzono stłuczeń, a czaszka nie nosi śladów pęknięcia czy zranienia, ani świeżych, ani dawnych. Nie ma żadnych świeżych ani dawnych śladów nakłuć [...] Mózg jest bardzo naprężony pod oponą twardą. Mózg waży 1575 g. Normalny mózg waży do 1400 g [...]. Bezpośrednią przyczyną śmierci były zatory oraz obrzęk mózgu (tj. nadmierne nagromadzenie płynów). Zator w płucach i innych organach wyraźnie wskazuje na to, że obrzęk mózgu doprowadził najpierw do zatrzymania funkcji oddechowych, podczas gdy serce nadal tłoczyło krew do tętnic, które rozszerzały się z powodu braku tlenu. Obrzęk ostatecznie spowodował niewydolność ośrodków sercowych w mózgu i zatrzymanie akcji serca”.
Oficjalnie ustalono, że śmierć Bruce’a Lee nastąpiła na skutek obrzęku mózgu spowodowanego przez pomieszanie środków przeciwbólowych ze środkami odurzającymi. Istnieje jednak wiele popularnych hipotez i legend miejskich o przyczynach jego śmierci, m.in. taka, że wszystkiemu winne są triady lub mnisi z klasztoru Shaolin, którzy to mieli zabić go „ciosem wibrującej pięści” za ujawnienie tajemnic kung-fu.
Lee został pochowany na cmentarzu Lake View w Seattle.

## Życie prywatne
We wrześniu 1961 poznał na uniwersytecie Lindę Emery, z którą się ożenił 17 sierpnia 1964. Mieli syna Brandona (ur. 1 lutego 1965, zm. 31 marca 1993) i córkę Shannon Emery (ur. 19 kwietnia 1969). Jego syn, Brandon Lee, grający podobnie jak ojciec w filmach akcji, zginął w 1993 podczas kręcenia zdjęć do filmu Kruk (The Crow, 1994).
W 1970 doznał poważnej kontuzji pleców podczas treningu. Mimo złych rokowań lekarzy po długiej rehabilitacji znów zaczął ćwiczyć sztuki walki. Podczas leczenia kontuzji napisał książkę Tao of Jeet Kune Do, która została wydana dopiero po jego śmierci.
Bruce Lee był ateistą.

## Wybrana filmografia

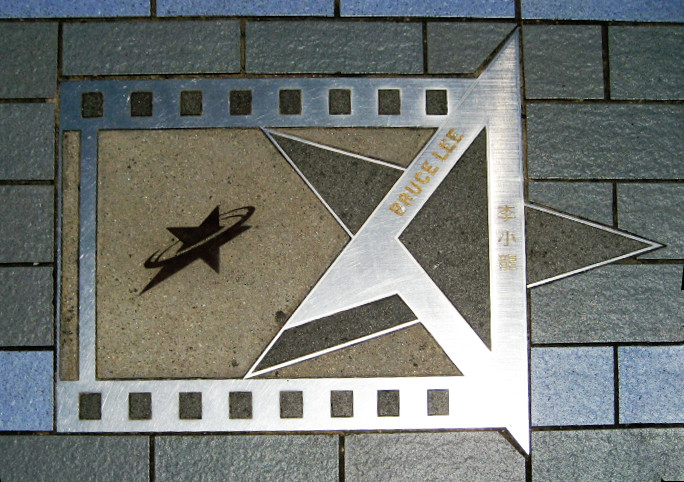
Gwiazda Bruce’a Lee w Hongkongu

| Rok       | Tytuł polski                        | Tytuł chiński | Tytuł angielski                       | Inne tytuły (gł. w USA) |
| --------- | ----------------------------------- | ------------- | ------------------------------------- | ----------------------- |
| 1941      | Kobieta ze złotej bramy             | 金門女        | Golden Gate Girl                      |                         |
| 1946      | Narodziny ludzkości                 |               | The Birth of Mankind                  |                         |
| 1948      |                                     | 富貴浮雲      | Wealth is Like a Dream                |                         |
| 1949      |                                     | 夢裡西施      | Sai See in the Dream                  |                         |
| 1950      | Dzieciak Czen                       | 細路祥        | Kid Cheung                            | My Son, Ah Chung        |
| 1951      | Dziecko                             |               | The Kid                               |                         |
| 1951      |                                     | 人之初        | Infancy                               |                         |
| 1953      | Wina ojca                           | 父之過        | Blame it on Father                    | Father’s Fault          |
| 1953      |                                     | 苦海明燈      | The Guiding Light                     |                         |
| 1953      | Łzy matki                           | 慈母淚        | A Mother’s Tears                      |                         |
| 1953      | W obliczu zburzenia                 | 危樓春曉      | In the Face of Demolition             |                         |
| 1953      | Niezliczone domy                    |               | Myriad Homes                          |                         |
| 1955      |                                     |               | An Orphan’s Tragedy                   |                         |
| 1955      |                                     |               | Orphan’s Song                         |                         |
| 1955      |                                     |               | The Faithful Wife                     |                         |
| 1955      | Miłość                              | 愛            | Love                                  |                         |
| 1955      | Jesteśmy winni to naszym dzieciom   | 兒女債        | We Owe It to Our Children             |                         |
| 1956      |                                     |               | Wise Guys Fool Around                 |                         |
| 1956      | Za późno na rozwód                  |               | Too Late for Divorce                  |                         |
| 1957      | Burza z piorunami                   | 雷雨          | The Thunderstorm                      |                         |
| 1957      | Kochana kobieta                     |               | Darling Girl                          |                         |
| 1960      |                                     | 人海孤鴻      | The Orphan                            |                         |
| 1966-1967 | Zielony szerszeń odc. 1–26          |               | Green Hornet                          |                         |
| 1966-1967 | Batman odc. 41, 42, 85, 86          |               |                                       |                         |
| 1967      | Ironside (epizod)                   |               |                                       |                         |
| 1968      | Kung Fu Style:Bruce Lee             |               |                                       |                         |
| 1969      | Marlowe (epizod)                    |               |                                       |                         |
| 1971      | Longstreet (epizod)                 |               |                                       |                         |
| 1971      | Wielki szef                         | 唐山大兄      | The Big Boss                          | Fists of Fury           |
| 1972      | Wściekłe pięści lub Chiński łącznik | 精武門        | Fist of Fury                          | The Chinese Connection  |
| 1972      | Droga smoka lub Powrót smoka        | 猛龍過江      | Way of the Dragon                     | Return of the Dragon    |
| 1973      | Qi lin zhang                        |               |                                       |                         |
| 1973      | Wejście smoka                       | 龍爭虎鬥      | Enter the Dragon lub Operation Dragon |                         |
| 1978      | Gra śmierci                         | 死亡遊戲      | Game of Death                         |                         |
| 1981      | Gra śmierci 2                       | 死亡塔        | Game of death 2 lub Tower of death    |                         |